# Мордюк Микола Семенович
Микола Семенович Мордюк (28 вересня 1932, село Івашківці, тепер Кам'янець-Подільського району Хмельницької області — 15 вересня 1998, місто Київ) — український вчений, металофізик. Кандидат фізико-математичних наук (1964), старший науковий співробітник Інституту металофізики імені Курдюмова НАНУ. Батько Богдана Мордюка.

## Життєпис
У 1955 році закінчив Чернівецький державний університет.
З 1956 до 1958 року працював у Чернівецькому державному університеті. З 1958 до 1962 року — вчителював.
У 1962—1995 роках — в Інституті металофізики імені Курдюмова Національної академії наук України (Київ): з 1982 року — старший науковий співробітник.
Вивчав вплив ультразвукових коливань на механічні властивості металевих матеріалів, пластичну деформацію в ультразвуковому полі, підвищення стійкості тугоплавких металів до високотемпературної повзучості. Готував докторську дисертацію «Закономірності формування структури та фізичних властивостей металів і сплавів під дією ультразвукових коливань», яку не захистив через хворобу.
Помер 15 вересня 1998 року в Києві.

## Основні праці
- Загасання пружних коливань у сплавах та при фазових перетвореннях // УФЖ. 1963. № 8
- Влияние ультразвуковых колебаний на физические свойства металлов и сплавов // Металлофизика. 1970. Т. 31
- Деформационное упрочнение и структурные изменения в молибдене при растяжении с наложением ультразвуковых колебаний // ПП. 1985. № 3 (співавт.)
- Акустопластический эффект при активной деформации кристалла // ФТТ. 1986. Т. 28, № 6 (співавт.)
- Прочностные и пластические характеристики металлов при однонаправленной деформации с одновременным наложением ультразвука // ПП. 1990. № 10 (співавт.).